# Лураго Мариноне
Лураго Мариноне (итал. Lurago Marinone) је насеље у Италији у округу Комо, региону Ломбардија.
Према процени из 2011. у насељу је живело 2434 становника. Насеље се налази на надморској висини од 301 м.

## Становништво
Према резултатима пописа становништва 2011. у општини је живело 2.456 становника.
| 1936. | 1951. | 1961. | 1971. | 1981. | 1991. | 2001. | 2011. |
| ----- | ----- | ----- | ----- | ----- | ----- | ----- | ----- |
| 976   | 1.091 | 1.365 | 1.578 | 1.665 | 1.798 | 1.971 | 2.456 |